# Rhododendron takanashianum
Rhododendron takanashianum är en ljungväxtart som beskrevs av Sugimoto. Rhododendron takanashianum ingår i släktet rododendron, och familjen ljungväxter. Inga underarter finns listade i Catalogue of Life.